# Her Decision
Her Decision er en amerikansk stumfilm fra 1918 af Jack Conway.

## Medvirkende
- Gloria Swanson som Phyllis Dunbar
- J. Barney Sherry som Martin Rankin
- Darrell Foss som Bobbie Warner
- Ann Forrest som Inah Dunbar